# 마쓰다이라 야스타카 (에도 시대)
마쓰다이라 야스타카(일본어: 松平康爵, 1810년 7월 7일 ~ 1868년 6월 27일)는 일본 에도 시대의 다이묘로, 하마다 번의 4대 번주이자, 다나구라번의 초대 번주이다. 관위는 종5위하, 사콘노쇼겐, 스오노카미이다.
하마다 번의 3대 번주 마쓰다이라 야스토의 둘째 아들로 태어났다. 형 야스히사가 요절하자 적자가 되었다. 아버지 야스토가 국가에서 금하는 밀무역 문제(다케시마 사건)로 인해 1835년 강제 은거당하고 영구 칩거 조치를 받게 되자, 그 뒤를 이어 4대 번주가 되었다. 하지만 밀무역과 연관된 처벌은 계속되었고, 야스타카도 1836년 음력 3월 12일에 처벌로서 다나구라 번으로의 전봉을 명령받았다. 1854년 음력 9월 16일, 번주직을 동생인 야스카도에게 물려주고 은거하였다. 1868년에 59세의 나이로 사망하였다.
| 전임 마쓰다이라 야스토 | 제4대 하마다 번 번주 (마쓰이 마쓰다이라 가문) 1835년 ~ 1836년 | 후임 마쓰다이라 나리아쓰 |

| 전임 이노우에 마사하루 | 제1대 다나구라번 번주 (마쓰이 마쓰다이라 가문) 1836년 ~ 1854년 | 후임 마쓰다이라 야스카도 |